# Líder de la oposición (España)
El líder de la oposición, también llamado jefe de la oposición, es un título honorario, convencional y no oficial ejercido tradicionalmente por el líder del partido de la oposición con mayor representación parlamentaria en el Congreso de los Diputados. Su tratamiento oficial es excelentísimo señor o excelentísima señora, que le corresponde como miembro de las Cortes Generales, y la sede tradicional se encuentra en el Palacio de las Cortes.

## Papel institucional
El papel del líder de la oposición es un tanto ambiguo, pues es un cargo honorífico que ha pasado de líder a líder de forma consuetudinaria. Esto es así porque ninguna norma legal regula esta figura, pues fue creada oficialmente en 1982 por medio de una resolución de la Mesa del Congreso de los Diputados. Bien es cierto, que se menciona en el Real Decreto 2099/1983, que regula el orden de precedencia de las diferentes autoridades del Estado, como jefe de la oposición, justo por delante del alcalde de Madrid.
Con acuerdo de la Mesa del Congreso del 28 de diciembre de 1982, Manuel Fraga fue oficialmente reconocido como jefe de la oposición, durante el Gobierno de Felipe González (el primero en llevar el título de manera no oficial). Tal acuerdo estableció una serie de condiciones para el papel y otorgó algunas prerrogativas para el titular del cargo:
- La persona que ha de cumplir la función de jefe de la oposición debe atender a criterios de preeminencia numérica de efectivos parlamentarios.
- No debe existir un nombramiento de carácter formal.
- No es necesario plantear problemas de compatibilidad.
- Debe carecer de una retribución económica propiamente dicha, aun cuando hayan de consignarse gastos de representación, disponibilidad de un vehículo, así como las atenciones que tiene cada miembro de la Mesa, incluso por lo que se refiere a la escolta.

Sin embargo, a pesar de la posibilidad de poseer algunos privilegios en consideración de su posición, el líder de la oposición no tiene derecho a un salario específico aparte del que pueda tener por el hecho de ocupar un cargo público por sí mismo -como el de ser de diputado o senador. Además, el titular del cargo generalmente recibe mucha más atención por parte de los medios en las sesiones y actividades parlamentarias, como en el Debate sobre el Estado de la Nación que se lleva a cabo anualmente.
Incluso con la ausencia de una ley que defina el papel del líder de la oposición, es costumbre realizar reuniones informativas entre el presidente del Gobierno y el líder del partido más grande que no esté en el gobierno. Sin embargo, tales reuniones se llevan a cabo principalmente a voluntad del presidente. Así mismo, la costumbre también ha establecido que el jefe de la oposición se suela sentar justo en frente del presidente del Gobierno. Además, posee un despacho en la primera planta del Congreso.
No es necesario que el líder de la oposición tenga escaño en el Congreso, como ocurrió con Antonio Hernández Mancha entre 1987 y 1989 (aunque era senador); con Pedro Sánchez entre 2017 y 2018 o Alberto Núñez Feijóo entre 2022 y 2023 (aunque era senador).

## Historia
El primer líder reconocido de la oposición fue Felipe González, quien dirigió el Partido Socialista Obrero Español entre 1974 y 1997 (el principal partido de la oposición en España durante la Transición del país a la democracia), cargo que ocupó hasta 1982. Antes de 1983, el papel era solo un título informal no mencionado en la legislación y sin ninguna consecuencia práctica.
En 1986, Manuel Fraga renunció como presidente de Alianza Popular y fue sustituido en el interinato por Miguel Herrero de Miñón. Mientras Herrero de Miñón sirvió como líder interino de AP hasta que se celebró un congreso del partido en febrero de 1987, fue reconocido como líder de la oposición por derecho propio, el único caso de ese tipo para un líder interino del partido desde entonces.
En 1998, con el Partido Popular en el gobierno, Josep Borrell derrotó al secretario general del PSOE, Joaquín Almunia, en unas elecciones primarias para elegir al candidato del partido a presidente del Gobierno en las siguientes elecciones generales. Almunia mantuvo su puesto como líder del partido, mientras que Borrell fue nombrado portavoz del partido en el Congreso y se le otorgó el liderazgo sobre el grupo parlamentario, siendo el último reconocido oficialmente como líder de la oposición. Sin embargo, Almunia y Borrell tuvieron continuos enfrentamientos por el liderazgo durante meses -en una situación conocida como la "bicefalia" - hasta que un acuerdo entre las dos partes reconoció definitivamente a Borrell como el líder de la oposición en noviembre de 1998. Eventualmente dimitiría como candidato en el cargo en mayo de 1999, otorgando a Almunia el liderazgo único e indiscutido sobre el partido y la oposición.
El cargo volvió a entrar en disputa en 2016, días después de que la Comisión Gestora se hiciese cargo del PSOE tras la crisis interna de octubre. Ante esto, Pablo Iglesias se autoproclamó como nuevo líder de la oposición sobre la base de la fuerza de su partido en el Congreso, poseyendo 67 escaños frente a los 84 del PSOE. Durante el segundo debate de investidura de Mariano Rajoy el 27 de octubre, los medios y parlamentarios españoles reconocieron a Iglesias el papel de líder de la oposición en virtud de que Rajoy se dirigió a él como su principal rival durante un acalorado intercambio dialéctico, junto con el hecho de que el PSOE se abstuvo para permitir la investidura de este. Sin embargo, el título permaneció en disputa desde la renuncia de Pedro Sánchez y no se reconoció ningún líder oficial, ya que el PSOE no tenía un líder de partido hasta las primarias de junio de 2017, en las que Sánchez recuperó su posición.
Entre el 31 de octubre de 2016 y el 18 de junio de 2017, debido a la crisis interna del PSOE, el partido se quedó sin líder mientras era dirigido por una gestora, por lo que la figura de líder de la oposición se quedó vacante, aunque fue permanentemente reclamada por el líder de Podemos, Pablo Iglesias. Finalmente, el 18 de junio de 2017, tras ganar las primarias, Pedro Sánchez volvió a recibir este tratamiento si bien no tenía escaño en el Congreso pues había renunciado a él.
El 1 de junio de 2018, tras prosperar la moción de censura, Pedro Sánchez se convirtió en presidente del Gobierno y, en consecuencia, pasando a ser considerado jefe de la oposición Mariano Rajoy.
El 21 de julio de ese mismo año, el XIX Congreso del Partido Popular eligió como presidente del partido a Pablo Casado, con lo que éste se convirtió en líder de la oposición.
Tras varias polémicas internas, en abril de 2022 se llevó a cabo el XX Congreso Nacional Extraordinario, que sustituyó a Casado por Alberto Núñez Feijóo.